# 은총의 순례
은총의 순례(Pilgrimage of Grace)는 1536년 10월에 요크셔 지방에서 일어난 민중 봉기를 말한다.  지도자는 로버트 아스케였다. 튜더 왕조시기에 가장 큰 봉기였으며 헨리 8세가 로마 가톨릭교회에서 분리하는 것과 수도원을 철폐하는 것에 저항하는 것이었다.  